# Sant Fructuós de Músser
Sant Fructuós de Músser, o Santa Maria de Músser, és una església romànica que es troba a l'entramat medieval del poble de Músser, que pertany al municipi de Lles de Cerdanya (Baixa Cerdanya). Està relacionada a la documentació de finals del segle x a l'acta de consagració de la Seu d'Urgell. És una obra protegida com a bé cultural d'interès local.

## Edifici
Consta de nau rectangular amb absis semicircular, el qual, a l'exterior, està ornamentat amb arcs cecs i lesenes llombardes que divideixen el tambor en cinc espais. Tota aquesta part està datada del segle xi.
La porta d'entrada consta de tres arquivoltes de pedra granítica de secció rectangular, menys la primera treballada en forma de bordó de quart de cercle, pertany al mateix tipus que les portes laterals de la façana de la catedral de Santa Maria de la Seu d'Urgell, segurament de mitjan segle xii. En l'arc hi ha incisa i pintada de vermell la inscripció: I DE MUSSA RESTAURADA 1958. A la façana de ponent s'hi va aixecar en època posterior al romànic un monumental campanar de torre de planta gairebé rectangular i coberta piramidal.
Conserva en el seu interior una gran pica baptismal d'immersió. Hi ha dues curioses piques beneiteres fixades a banda i banda de la porta d'accés a l'interior de la nau, d'uns 40 cm de diàmetre, que en la part central presenten uns rostres molts rústecs esculpits a la pedra. El campanar de torre és una construcció moderna, i els olis al fresc són d'Aurora Altisent i Balmas, pintats l'any 1960 representant escenes de la Creació.